# Абу-ль-Футух ар-Рази
Джамалу-д-дин Абу-ль-Футух Хусейн ибн ‘Али ар-Рази (араб. ابو الفتوح الرازی‎, перс. ابوالفتوح رازی‎;  1087—1131) — персидский комментатор Корана.

## Биография
По общему мнению, Абу-ль-Футух ар-Рази жил между 1087 и 1131 годом. Среди его учеников знаменитые шиитские богословы Ибн Шахрасуб и Ибн Бабуя, который описывает его как учёного, проповедника, комментатора Корана и благочестивого человека. По словам аш-Шуштари он был современником мутазилитского толкователя Корана аз-Замахшари, которого он цитировал. Мухаммад Казвини доказал, что его комментарий не мог быть написан до 1116 года. Он утверждал, что он был потомком друга Нафи ибн Будайла.
Его сочинение Рауз аль-джинан ва рух аль-джанан является одним из самых ранних, если не самым ранним из шиитских комментариев, составленных на персидском языке. В своём вступительном слове он заявил, что он отдавал предпочтение этому языку, потому что те, кто знают арабский язык были в меньшинстве. В труде можно заметить влияние Тафсира Ибн Джарира ат-Табари. Шиитская тенденция менее выражена, чем в более поздних персидских комментариях. В дополнение к комментарию он называется автором комментария к Шихаб аль-Акбар Мухаммада ибн Саляма аль-Кудаи.